# Grzegorz Sokołowski
Grzegorz Marek Sokołowski (ur. 8 stycznia 1971 w Legnicy) – polski duchowny rzymskokatolicki, kapłan Archidiecezji Wrocławskiej, dr hab. nauk teologicznych (KNS) PWT we Wrocławiu, lic. nauk społecznych (doktryna i etyka społeczna) Papieskiego Uniwersytetu Gregoriańskiego w Rzymie, lic. teologii małżeństwa i rodziny Papieskiego Instytutu Jana Pawła II Studiów nad Małżeństwem i Rodziną przy Papieskim Uniwersytecie Laterańskim w Rzymie, kanonik gremialny Kapituły Świętokrzyskiej, redaktor naczelny miesięcznika Nowe Życie i Prezes Fundacji Obserwatorium Społeczne.

## Życiorys
Święcenia kapłańskie przyjął 25 maja 1996.
Ks. Grzegorz Sokołowski był wieloletnim sekretarzem generalnym Papieskiego Wydziału Teologicznego we Wrocławiu. Pracował na etacie profesora – kierownika Katedry Katolickiej Nauki Społecznej i Socjologii Religii. Wykładał między innymi: katolicką naukę społeczną, etykę życia gospodarczego, socjologię, politykę społeczną. Na PWT pracował do 2024. W tym samym roku został pracownikiem naukowym Archiwum Archidiecezjalnego we Wrocławiu.
Abp Józef Kupny powierzył mu w 2014 funkcję sekretarza Rady Społecznej przy Metropolicie Wrocławskim powołanej wówczas na trzyletnią kadencję.
Z funkcji prezesa zarządu Fundacji Obserwatorium Społeczne oraz redaktora naczelnego Nowego Życia został odwołany 7 kwietnia 2023. 